# 安德斯·拉松
安德斯·拉松（瑞典語：Anders Larsson，1892年7月2日—1945年1月4日），瑞典男子摔跤运动员。他曾代表瑞典参加1920年夏季奥林匹克运动会摔跤比赛，获得男子自由式轻重量级金牌。